# Southampton (Massachusetts)
Southampton – miasto w Stanach Zjednoczonych, w stanie Massachusetts, w hrabstwie Hampshire.